# A wedding anthem
A wedding anthem is een compositie van Benjamin Britten. Britten schreef dit zelden uitgevoerd werk voor het huwelijk van de zevende Graaf van Harewood (George Lascelles) en Marion Stein op 29 september 1949. Beiden waren liefhebbers van muziek, Lascelles was liefhebber van opera en zou later directeur worden van Royal Opera House, Marion Stein was pianiste en zangeres. Het huwelijk hield tot 1967 stand.
Het werkje is geschreven voor:
- sopraan, tenor
- sopranen, alten, tenoren, baritons
- orgel.

De teksten in Engels en Latijn werden geleverd door Ronald Duncan, die al eerder het libretto schreef voor Brittens opera: The Rape of Lucretia.

## Discografie
- Uitgave Chandos: Finzi Singers o.l.v. Paul Spicer, opname 1996